# 中国民主建国会内蒙古自治区委员会
中国民主建国会内蒙古自治区委员会，简称民建内蒙古自治区委员会、民建内蒙古区委会、民建内蒙古区委、内蒙古民建，是中国民主建国会在内蒙古自治区的地方组织。